# Kuifagoeti
De kuifagoeti (Dasyprocta cristata) is een zoogdier uit de familie van de agoeti's en acouchy's (Dasyproctidae). De wetenschappelijke naam van de soort werd voor het eerst geldig gepubliceerd door É. Geoffroy in 1803.